# Solenostoma handelii
Solenostoma handelii là một loài Rêu trong họ Jungermanniaceae. Loài này được K. Müller mô tả khoa học đầu tiên..